# Pete Seeger
Peter Seeger (Nova Iorque, 3 de maio de 1919 — Nova Iorque, 27 de janeiro de 2014) foi um músico americano. A sua carreira teve início na década de 1940, atingindo o auge como membro da banda The Weavers, que atingiu o primeiro lugar da lista dos singles mais vendidos da Billboard por treze semanas, em 1950, com a canção "Goodnight, Irene", originalmente gravada por Leadbelly. Na década de 1960, reemergiu na cena pública como pioneiro da música de protesto contra a guerra e a favor dos direitos civis.
Como compositor, é mais conhecido como autor das canções "Where Have All the Flowers Gone?", "If I Had a Hammer" e "Turn! Turn! Turn!", que foram gravadas por vários artistas de todo o mundo. "Where Have All the Flowers Gone?" foi popularizada por Marlene Dietrich Johnny Rivers e Peter, Paul and Mary; "If I Had a Hammer", por Trini Lopez e Peter, Paul and Mary; e "Turn! Turn! Turn!", pelos Byrds. Também foi responsável pela popularização da canção espiritual "We Shall Overcome", que ficou conhecida como símbolo do Movimento pelos Direitos Civis da década de 1960.
Morreu em 27 de janeiro de 2014 em Nova Iorque de causas naturais.